# John Kassir
John Edward Kassir, född 24 oktober 1957, är en amerikansk skådespelare, röstskådespelare och komiker.